# Gaetano Bianchi

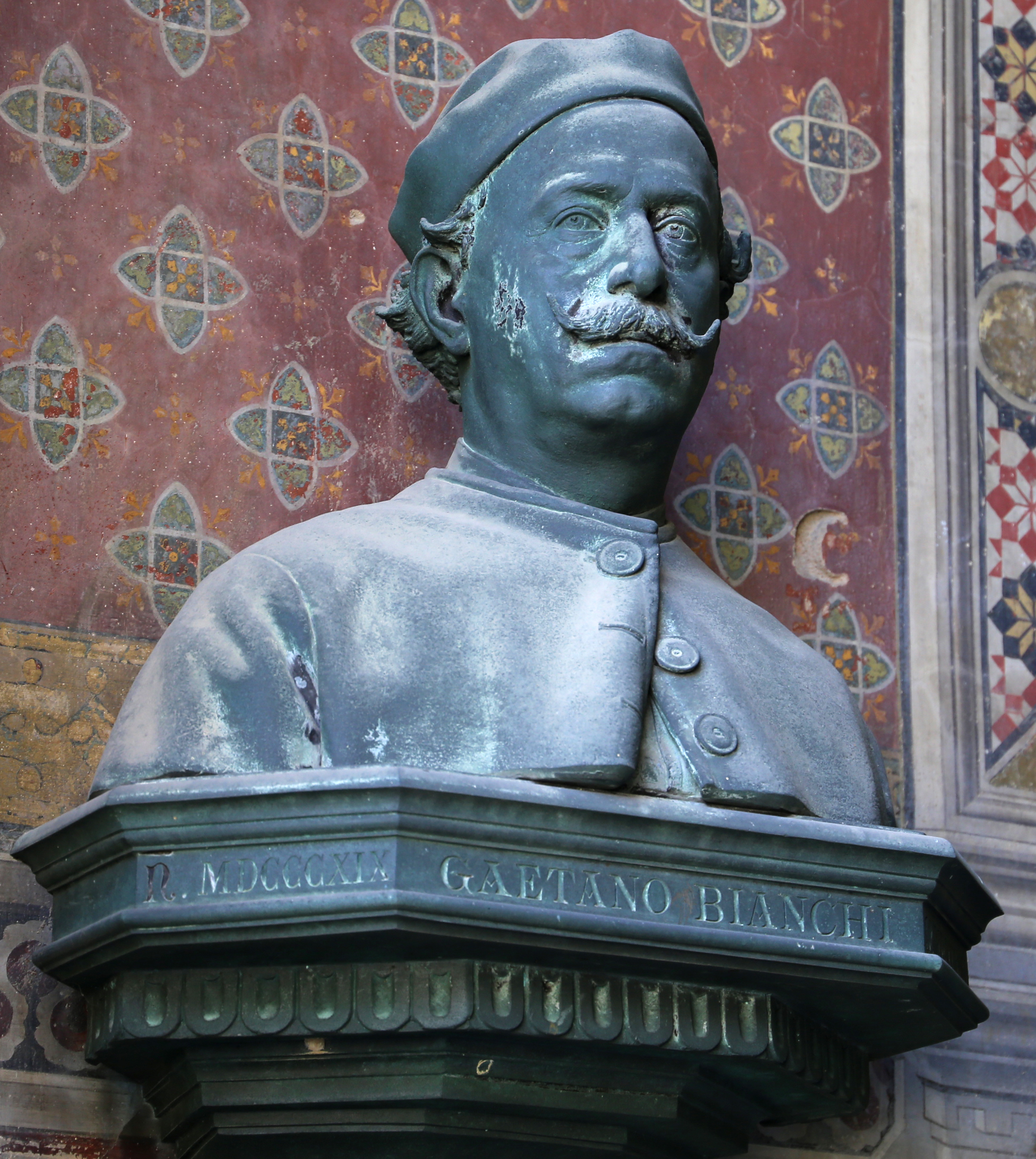
Augusto Passaglia (attr.), Busto di Gaetano Bianchi

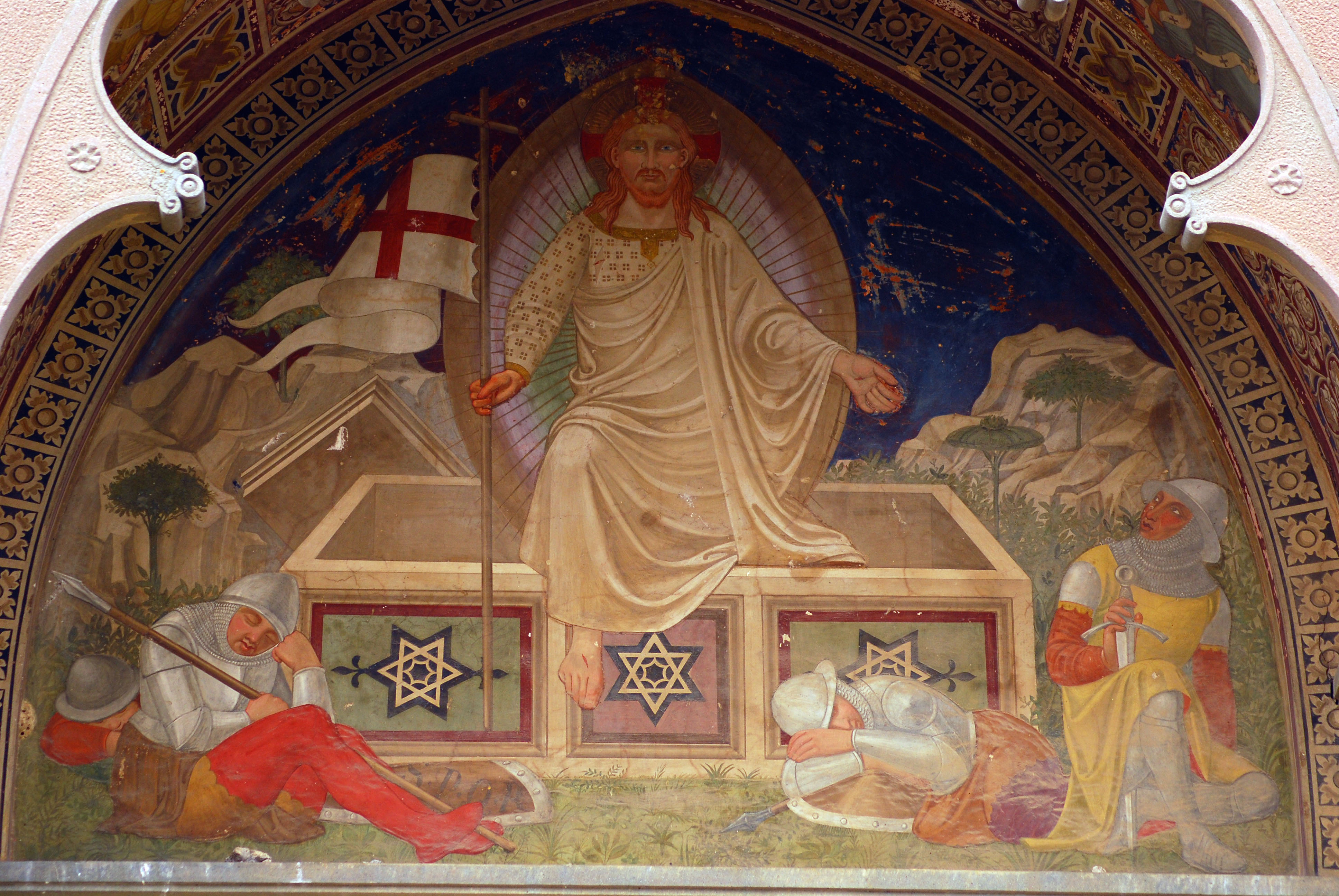
resurrezione, sulla lunetta della cappella Corsini di San Casciano in Val di Pesa

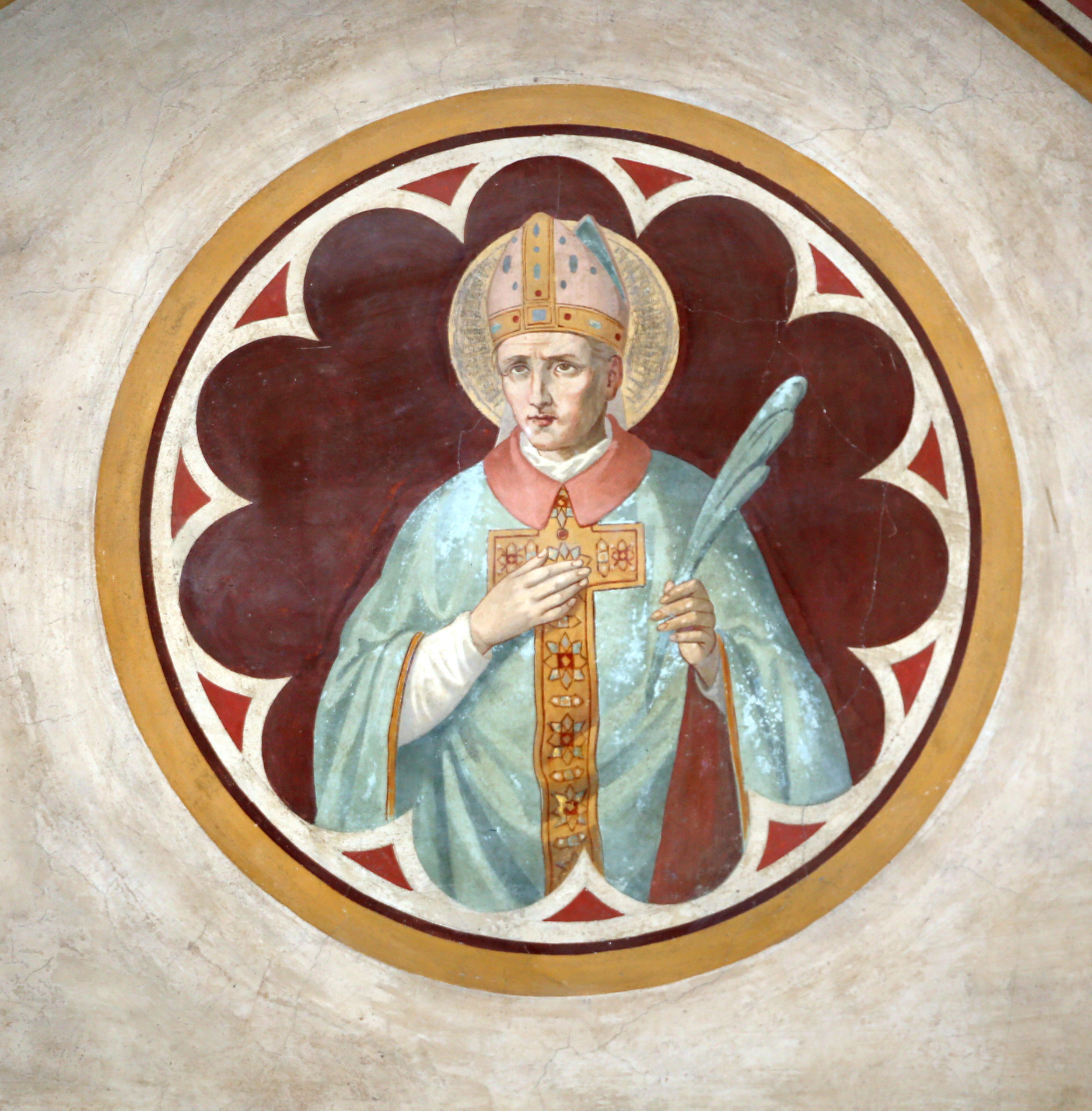
Santo vescovo, nel Duomo di Fiesole

Gaetano Bianchi (Firenze, febbraio 1819 – Firenze, 3 aprile 1892) è stato un pittore e restauratore italiano.

## Biografia
Si diplomò all'Accademia di belle arti di Firenze, assorbendo dai suoi maestri (quali Giovanni Bastianini) il gusto neomedievale e neorinascimentale allora molto in voga. Divenne in particolare un apprezzato restauratore di affreschi medievali, favorito dalle numerose scoperte che si andavano facendo sotto gli intonaci di chiese palazzi antichi, e sotto le decorazioni barocche che venivano massacrate senza pietà poiché non corrispondenti al gusto dell'epoca. In tali scelte, come è noto, pesavano considerazioni non soltanto estetiche: gli uomini del Risorgimento si rispecchiavano infatti negli ideali di indipendenza e libertà dalle dominazioni straniere dell'Italia comunale e delle Signorie, mentre avevano scarsa considerazione dei secoli XVII e XVIII di divisione schiavitù della Patria.
Gaetano Bianchi lavorò verso la metà del secolo ai pilastri riscoperti di Santa Maria Maggiore, al chiostro Verde e alla Cappella Bardi di Giotto, appena recuperata sotto lo scialbo. Tuttavia, come era allora in uso, il restauro prevedeva l'ampio reintegro di quanto superstite, con estese ridipinture e anche con la creazione ex-novo delle parti lacunose. Sebbene il Bianchi si accostò con successo a questa pratica, adoperandosi anche nell'impiego delle tecniche antiche, dalla sinopia alla stesura del colore, per dare uniformità al risultato si soleva ripassare con la tempera bruna anche le parti superstiti, talvolta alterando anche elementi chiave come le ombre portate. Col cambio della sensibilità, gran parte di questi interventi vennero poi rimossi nei restauri filologici del secondo Novecento.
La sua profonda conoscenza delle tecniche antiche, maturata negli anni sul campo, ne fece un esperto spesso interpellato in merito a ricerche storiche (come sulla Casa di Dante), a compilazioni di schede di catalogazione dei beni artistici e a consulenze sulla conservazione delle opere d'arte. la sua fama presto travalicò i confini regionali, venendo richiesto a restaurare il palazzo municipale di Udine (ante 1880), al palazzo Ducale di Mantova, e a decorare il parco del Valentino a Torino (1884).
In questa fase di maturità si alternò tra restauri (come alle volte di Orsanmichele o al palazzo del Bargello) e ricreazione ex-novo di cicli neomedievali (come al castello di Vincigliata, all'Archivio di Stato di Pisa o alla villa Demidoff di San Donato). Nel 1874 re Vittorio Emanuele II gli affidò il restauro degli affreschi nel cortile della villa della Petraia. Ancora restaurò la Loggia del Bigallo, il castello dei Malaspina a Fosdinovo (1882), la sagrestia di Santa Croce (1884) e alcune cappelle in Santa Trinita, e affrescò in stile la cappella Salutati nel Duomo di Fiesole (1883).
Anche in vecchiaia, sebbene provato dalla malattia, continuò la sua attività operosa: alle lunette di Giovanni da San Giovanni a Monsummano Terme (1885), al chiostrino dei Voti, agli affreschi trecenteschi di Santa Maria Nuova (oggi nell'Archivio notarile), e a palazzo Vecchio, dove lavorò senza sosta nei vari appartamenti fino al 1888. Ripassò inoltre gli stemmi affrescati nel palazzo dei Vicari a Scarperia e lavorò ininterrottamente per ville e case private, tra le quali spiccò l'intera decorazione interna del Museo Stibbert.
Morì nel 1892, lasciando all'Accademia del Disegno la sua casa in via Santa Reparata 26 (dove fu apposta la lapide tuttora visibile) e un lascito per istituire un premio per la migliore opera di soggetto dantesco o fiorentino, che viene ancora bandito ogni tre anni. Fu sepolto nel camposanto della Ven. Arciconfraternita della Misericordia di Firenze, il cimitero di Porta a Pinti.